# Rhipidolestes cyanoflavus
Rhipidolestes cyanoflavus – gatunek ważki z rodziny Rhipidolestidae.